# 戈龙群岛
戈龙群岛（印尼语：Kepulauan Gorong/Gorom）位于瓦图贝拉群岛和斯兰岛之间的一个群岛，地理上属马鲁古群岛。行政区划隶属马鲁古省东斯兰县。

## 历史
于1365年用古爪哇语为满者伯夷国王Hayam Wuruk写成的悼词Nagarakretagama，在王国的属国中提及Gurun，英国自然学家阿尔弗雷德·拉塞尔·华莱士在他1869年出版的书《马来群岛》中描述了这个被他写作Goram的岛。

## 岛屿
群岛包括三个主要大岛
- 戈龙岛（Gorom），戈龙群岛最大的岛，东海岸有Miran（Miren）村，Ondor（Ondur）村在西北海岸，Hur村在西南海岸
- 潘姜岛（Panjang），位于戈龙岛的西边，在岛屿南端有Wisalem村
- 马纳沃卡岛（Manawoka），位于群岛南部，岛北有Arbau村，Amar、Derra和Nama村在岛南部

## 资料来源
1. ↑  Denys Lombard, Le carrefour javanais (1990)
2. ↑  Wallace, Alfred Russel. .  1. Macmillan. 1869.
3. ↑  Government of Indonesia Seram Bagian Timur map